# Polona Vetrih
Polona Vetrih, slovenska igralka, * 10. januar 1950, Ljubljana.
Poročena je z Mitjo Rotovnikom, dolgoletnim direktorjem Cankarjevega doma (1982–2014).
Leta 2004 je soustanovila politično društvo Forum 21. Po verski pripadnosti je Judinja.

## Filmografija
- Vsako jutro dobro jutro (1983)
- Revolucija (1975)
- Delegatski sistem (1977)
- Samoupravna interesna skupnost (1977)
- Temeljna organizacija združenega dela (1977)
- Pomladni veter (1974)
- Prestop (1980)
- Pustota (1982)
- Trije prispevki k slovenski blaznosti (1983)
- Naš človek (1985)
- Čisto pravi gusar (1987)
- Poletje v školjki 2 (1988)
- Rojevanje Leara (1993)
- Naša krajevna skupnost (1981)
- Bio jednom jedan Sneško (1987)
- Instalacija ljubezni (2007) - nedokončan
- Kosilnica (2006)

## Nagrade
- Žlahtna komedijantka - Dnevi komedije Celje, za vlogo Lotte v Leticiji in luštreku Petra Shafferja (1992)
- Zlati smeh - Dnevi satire Zagreb, za monodramski nastop v Blagih pokojnikih, dragih možeh Alda Nicolaja (1991)
- Zlati smeh - Dnevi satire v Zagrebu, za vlogo Ženske v Queneaujevih Vajah v slogu (1983)
- Nagrada Sklada Staneta Severja, za vlogi Marcolfe v Komičnem teatru Daria Foja in Ženske v Queneaujevih Vajah v slogu (1983)
- Zlata ptica, za vlogi Darje v Šeligovi Šaradi ali Darji in Voditeljice zbora v Jovanovićevih Žrtvah mode bum-bum (1975)